# Dołęga (województwo małopolskie)
Dołęga – wieś w Polsce położona w województwie małopolskim, w powiecie brzeskim, w gminie Szczurowa.
W latach 1975–1998 miejscowość administracyjnie należała do województwa tarnowskiego. Integralne części miejscowości: Badziski, Jagniówka Dołęska, Nowa Wieś, Rysie, W Podborzu.

## Historia
Pierwsze informacje o wsi Dołęga pochodzą z XVII wieku. W tym czasie wieś należała do tzw. klucza radłowskiego i była własnością biskupstwa krakowskiego. Po roku 1782 dobra te zostały przejęte przez Fundusz Religijny utworzony przez władze austriackie, następnie zlicytowane. Po odkupieniu dóbr pierwszą właścicielką wsi zostaje Justyna z Bartkowskich Pikuzińska wraz z mężem Julianem Pikuzińskim. Do czasów uwłaszczenia kolejnymi właścicielami byli: Teofil Pikuziński (syn Juliana i Justyny), Maria z Pikuzińskich Günther.

## Zabytki
Obiekty wpisane do rejestru zabytków nieruchomych województwa małopolskiego.
- zespół dworsko - parkowy;
- spichrz przeniesiony do zespołu jw. z Tarnowa-Chyszowa w 1982 roku.